# 福島関所

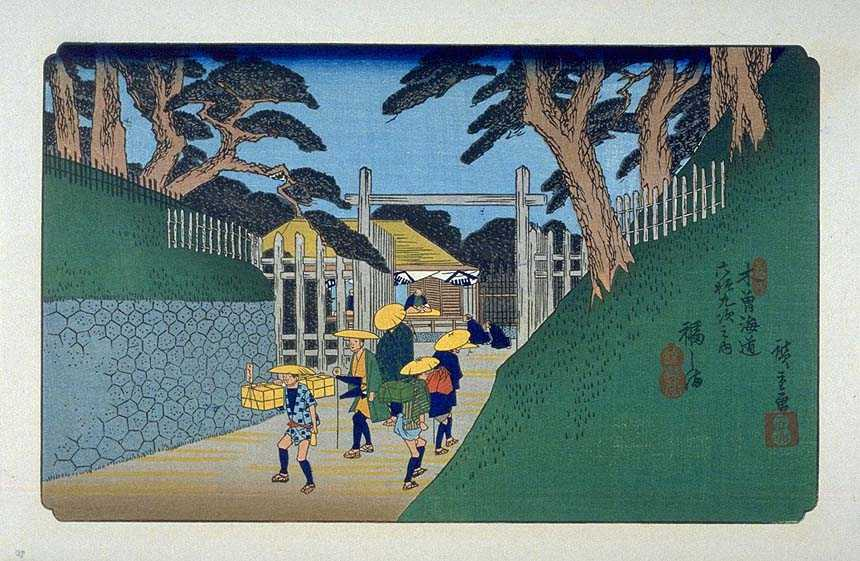
木曾街道六拾九次 福島（歌川広重画）

福島関所（ふくしませきしょ）は、中山道にあった関所の一つ。

## 概要
諸国関所一覧表によると、福島（福島関所）は、所在地が信濃国筑摩郡で、管理者が山村甚兵衛家、管理者身分が尾張藩木曾代官であった。また、関所の最重とされ、東海道の今切関所、箱根関所と同等の扱いであった。現在は長野県木曽郡木曽町福島。関所は、宿場の北入口にあった。

## 福島関所の設置
木曾福島関所の設置時期には諸説あり、慶長7年（1602年）、慶長8年（1603年）、慶長9年（1604年）、または慶長7年以前とする説、大阪の陣の頃との説がある。
『心計記』によると、妻籠に口留番所がおかれていたが、関ヶ原の戦い以降の交通整備により福島に移転した。元和9年（1623年）に、福島関所は妻籠口留番所に代わって本格的な関所が置かれた。

## 福島関所の所在地

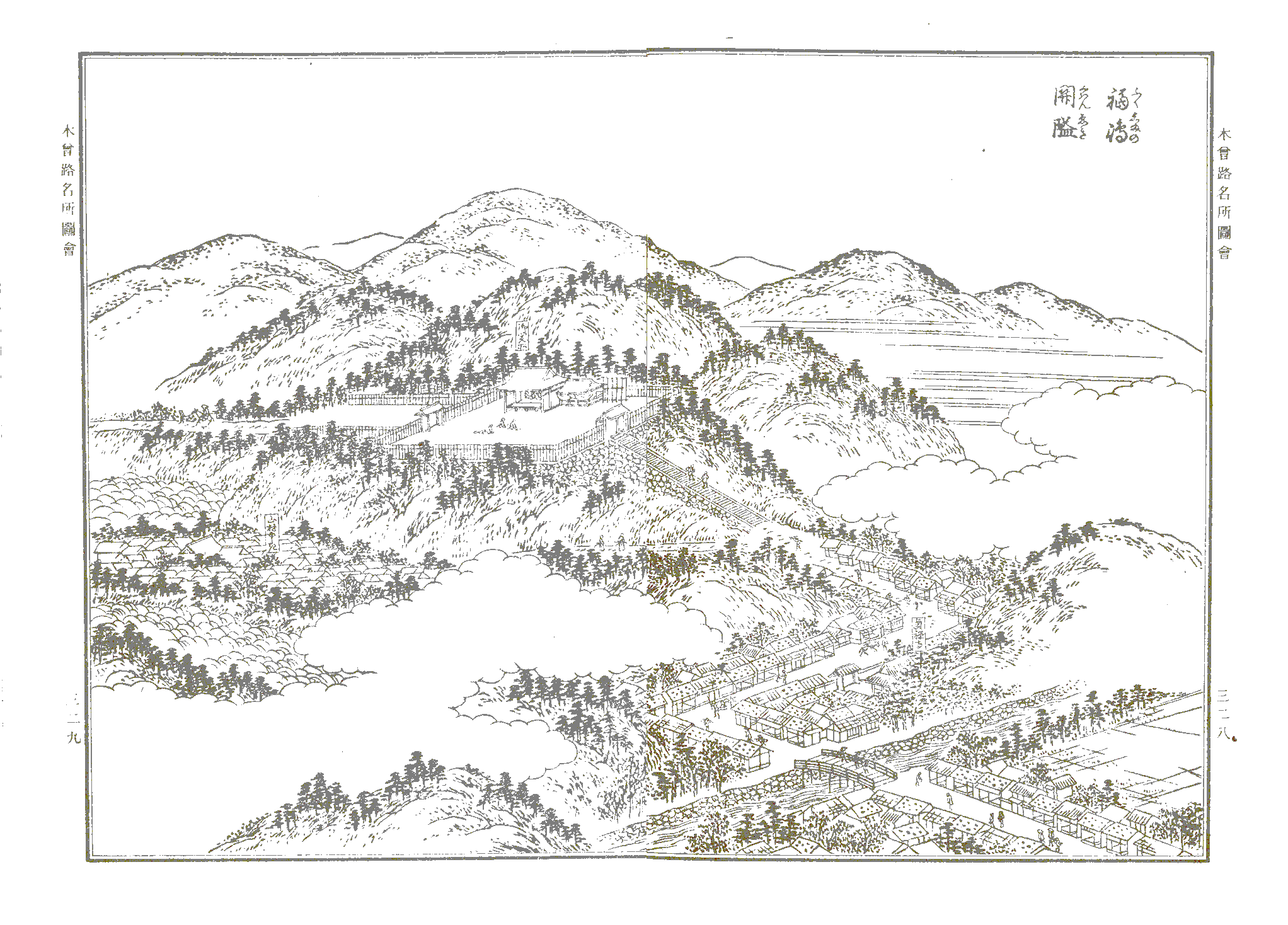
福島関所の図、(福島関嗌『木曽路名所図会』に拠る。)

福島関所の所在地は、木曾谷のほぼ中央、駒ヶ岳の北支脈が木曾川に迫る突端の根の井山（関山）麓の崖上にある。木曽福島関所の所在地については、「木曽路名所図会」に示されている。
北緯35度51分03秒 東経137度42分09秒 / 北緯35.85069684度 東経137.70254966度座標: 北緯35度51分03秒 東経137度42分09秒 / 北緯35.85069684度 東経137.70254966度

## 福島関所の改め

### 福島関所の管理
福島関所を支配したのは山村甚兵衛家であった。

### 「入鉄炮出女」
木曾福島の改めは、以下の「諸国御関所改方之次第」に示されている。また、「木曽路名所図会」によると、「入鉄炮出女」の検閲が東海道の今切関所（荒井）並みと記されている。

## 贄川番所
木曾路が山間の脇路が多いこともあり、福島関所を補った贄川の添番所があった。福島関所の添番所として贄川番所は「入女」を改め「出女」は手形の有無を改めたが、「鉄炮」は改めていなかった。諸国関所一覧表によると、贄川は信濃国伊那郡にあり、管理者は山村甚兵衛、管理者身分が尾張藩代官で、関所の役割は重としている。

## 関所の廃止
慶応3年（1867年）明治の政変により、関所は「入鉄炮出女」が緩和された。その後、大政奉還に伴い関所の警衛を厳しくするよう命じられていた。
明治2年（1869年）廃関の令によって木曽福島関所を含む全国の関所が廃止された。

## 関所の復元と史跡指定

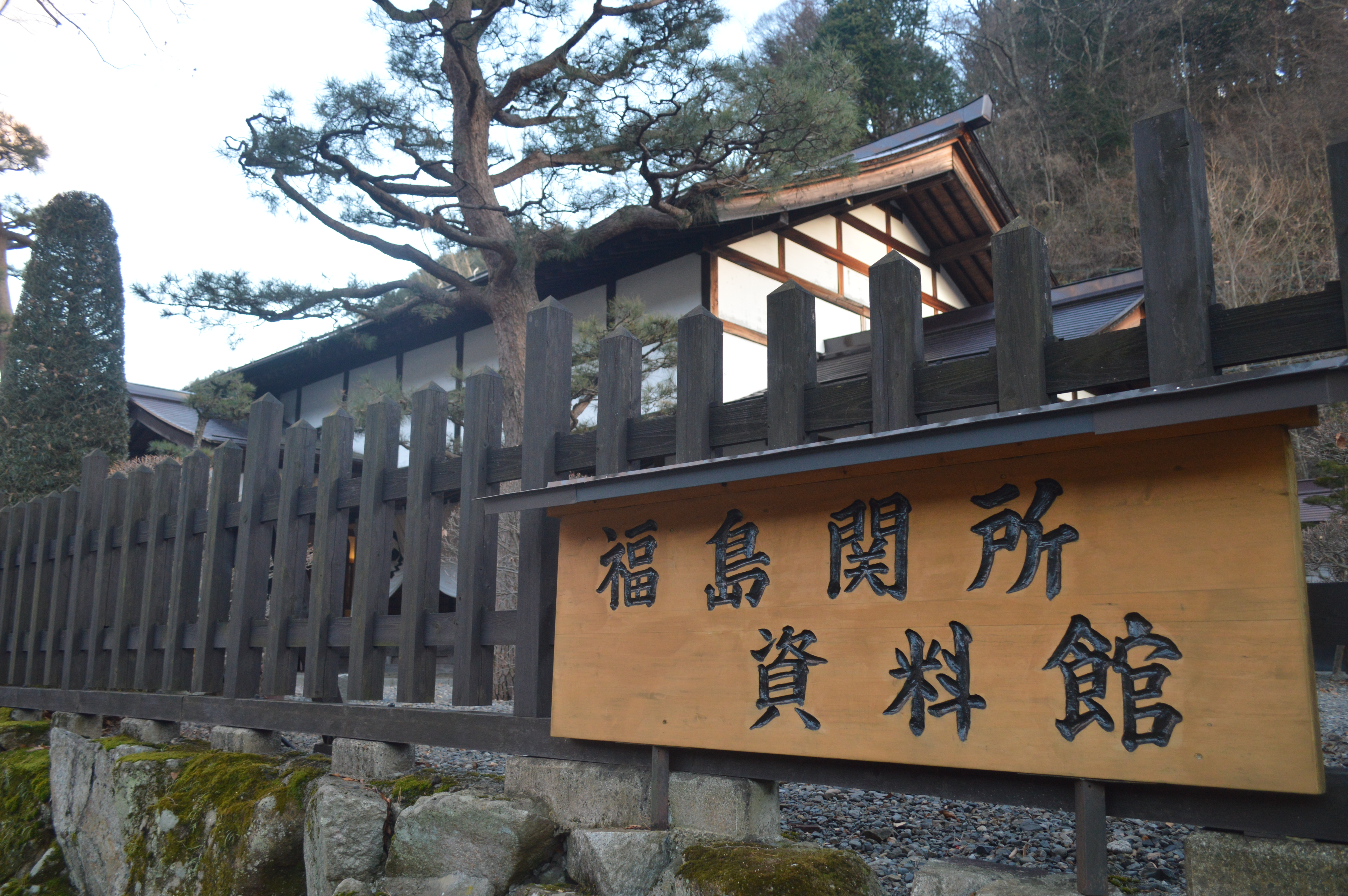
福島関所資料館

福島関所跡は、寛文8年（1688年）頃の古絵図、2次にわたる発掘調査により、番所敷地及び諸施設（番所・門・塀・棚等）の配置が確認された。昭和54年（1979年）に福島関所跡は、「江戸幕府の交通政策史上における遺構として極めて重要なものとして、旧中山道に接する家中屋敷部分を含め関所跡」、として「福島関跡」の名称で国の史跡に指定された。福島関所に関する資料は福島関所資料館で展示している。